# Panagropsis muricolor
Panagropsis muricolor là một loài bướm đêm trong họ Geometridae.